# 学校登山
学校登山は、学校教育の一環として「山に親しみ、学ぶ機会の創出」や「山の魅力の発信」の取り組みの一つ。長野県のほとんどの中学校では、身近にあった2000～3000ｍ級の山に児童・生徒が、学校集団登山している。富山県では、立山が選ばれた。　

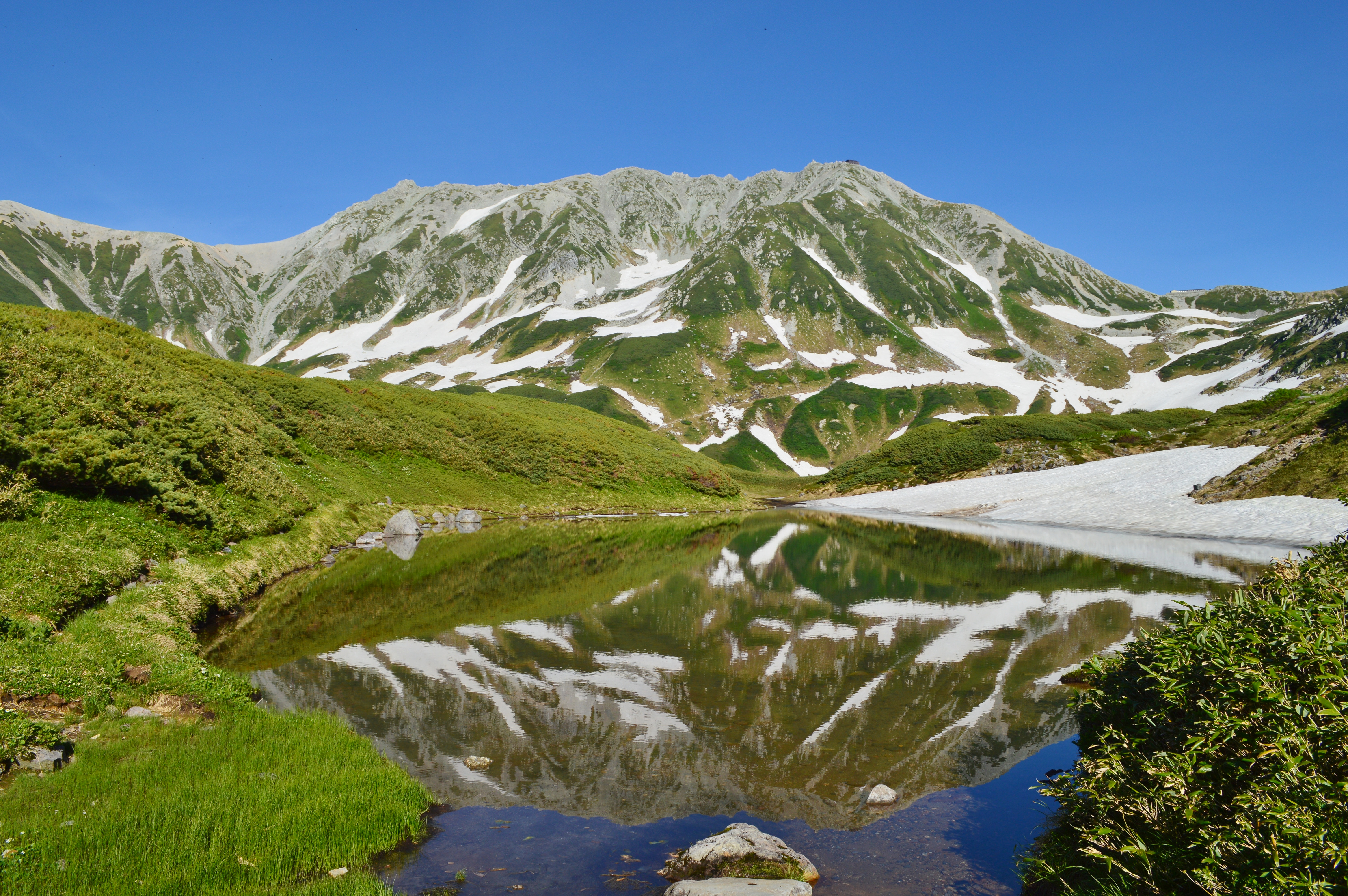
ミドリガ池から望む学校登山に人気の立山

## 概要
学校登山は伝統的に学校行事として長野県や富山県で始められ、日本各地にある学校に広まった。日本各地で、生徒の運動不足や体力や精神力の低下、ハウスダストや喘息といった持病持ちの生徒の割合の増加、集団行動のとれない発達障害を疑われる生徒の増加など環境が変化している。また、引率者の責任が激しく問われる世相もあり、厳しい精神や体力を鍛える場として学校登山の実施が、困難になっている。

## 推進している県の一覧
- 富山県：立山の大自然の中で夢を語り合い、郷土の魅力を発見する「12歳立山夢登山」を平成11年から富山県教育委員会が実施している[2]。県内の高等女学校における学校登山の始まりは、1919年(大正8年)の県立富山高等女学校と富山女子師範学校合同の立山登山とする説がある[3]。それに遡ること 1912年(明治45年)に東水橋尋常高等小学校（現富山市立水橋中部小学校）で児童65名が4泊5日で立山に登ったのが、学校登山の始まりといわれている[4]。実施校 小学校の半数[5]と中学校・実施場所 立山・実施時期 7月8月[6]。
- 長野県：実施校 中学校 179校・実施場所 硫黄岳、乗鞍岳、唐松岳、木曽駒ケ岳、燕岳、爺が岳、御嶽山、常念岳（2000〜3000メートル級の山）・実施時期 7月8月 ・中学2年生のときに1泊2日程度[1][7][8]。
- 岐阜県：実施校 中学校・実施場所 乗鞍岳、伊吹山・実施時期 7月8月[要出典][9][10][11][12][13]。だだし、どちらも頂上間近までバスで行けることから、ハイキングとみる先生もいる。

## 実施している学校

### 小学校
- 筑波大学附属小学校 - 八ヶ岳
- 宝仙学園小学校 - 1967年「富士の学校（富士山登山）」を実施

### 中学校
- 大阪星光学院中学校・高等学校 - 立山登山旅行(中3)
- 学校法人自由学園 - 女子部中等科2000m程度、男子部中等科・女子部高等科2500m程度、男子部高等科3000m程度の山
- 富士吉田市立吉田中学校 - 1996年（平成8年）創立50周年を記念し、全校での富士登山を開始
- 松本市立波田中学校 - 7月1年生乗鞍岳登山。2年生大滝山登山
- 箕輪町立箕輪中学校 - （旧・長野県中箕輪高等小学校）1913年（大正2年）8月26日木曽駒ヶ岳集団登山中、台風による遭難事故が起こり、生徒と引率していた当時の学校長であった赤羽校長を含む計11人が犠牲となった。
- 不二聖心女子学院中学校・高等学校 - 日本の7校の姉妹校富士登山への合同での参加
- 松本市立波田中学校 - 1965年に初実施。それ以降は、1年生が登山。

### 高等学校
- 山形県立米沢興譲館高等学校 - 旧第一高等学校（旧制中学校）5月 全校吾妻登山
- 熊本県立天草東高等学校 - 全校集団宿泊研修（阿蘇）
- 宮城県仙台第二高等学校 - 岩手山方面への登山。1918年（大正7年）10月23日 蔵王山に集団登山をしていた教員・生徒155名が悪天候に巻き込まれて、うち9名が凍死する（蔵王遭難事故）。
- 青森県立五所川原工業高等学校 - 1964年（昭和39年）5月 - 全校岩木山登山（3日間）
- 東京学芸大学附属高等学校 -  1年時に参加必須の林間学校（妙高山登山）
- 新潟県立高田高等学校 - （1年生必須、2,3年生希望者） 妙高山、尾瀬、白馬、蝶ヶ岳、燕岳、立山などのコースから一つを選択
- 長野県大町高等学校 -白馬岳、燕岳、穂高岳、蝶ヶ岳、唐松岳等の登山コースを自分の体力に合わせて選択
- 岡山県立岡山朝日高等学校 - 7月 1年生希望者を対象に富士登山
- 長野県松本深志高等学校 - 1967年8月1日西穂高岳落雷遭難事故